# Ferdinand Pertzborn
Ferdinand Pertzborn (* 13. Mai 1864 in Leubsdorf bei Linz am Rhein; † 22. Juni 1909 in Bingen) war ein deutscher Organist und Kirchenmusikdirektor in Bingen.

## Werdegang
Ferdinand Pertzborn entstammte einer weitverzweigten Familie. Er hatte vier Schwestern und vier Brüder. Laut Karl Reischmann, der Pertzborn noch persönlich kannte und 1950 einen Aufsatz über ihn veröffentlichte, war Pertzborn „der Lieblingsschüler des Altmeisters der kirchlichen Tonkunst Peter Piel“, mit dem er persönlich befreundet war und den er auf Reisen öfter begleitete.
Mit 21 Jahren wurde Ferdinand Pertzborn Organist in Bingen. 1895 vertonte er die Chöre zu dem von Wilhelm Engelhardt gedichteten Festspiel zur Einweihung der St. Rochus-Kapelle am 17. August 1895. Zu Ehren des heiligen Rochus komponierte er 1905 eine Messe anlässlich der zehnten Wiederkehr des Konsekrationstages 1905.
Er war Förderer der katholischen Kirchenmusik und zeitweilig Dirigent des Kirchenchors. Als Musiklehrer unterrichtete er Klavierschüler und war längere Zeit Leiter des Binger Männergesangvereins.
Am 23. August 1893 heiratete er Eva Schmitt (1874–1965), deren gleichnamige Mutter Eva Schmitt in zweiter Ehe mit dem Vater des Dichters Stefan George verheiratet war. 1909 erlag Ferdinand Pertzborn „einer tückischen Krankheit“.